# ビル・オライリー
ビル・オライリー（Bill O'Reilly、本名：William James "Bill" O'Reilly, Jr、1949年9月10日 - ）は、FOXニュースのニュース番組、『ジ・オライリー・ファクター』（東部時間 夜8 - 9時、再放送夜11時 - 12時、再放送朝5時 - 6時）の司会者である。ニューヨーク州ニューヨーク市生まれのアイルランド系。ボストン大学大学院修士、ハーバード大学院修士。ABCおよびCBSのニュース記者を経て、1989年 - 95年はアメリカ初のワイドショー番組のインサイド・エディションのキャスターに就任し一気に知名度を上げた。1996年Fox News Network入社。ニューヨーク・タイムズベストセラー著書多数。
2017年4月、セクハラ疑惑をきっかけにしてFOXニュースに復帰しないことに合意したと発表。『ジ・オライリー・ファクター』は終了となった。

## ジ・オライリー・ファクター
『ジ・オライリー・ファクター』は、2003年から2008年にかけてアメリカ合衆国のケーブルネットワークで最も視聴率の高いニュース番組である。その内容は保守的とされるFOXニュースのスタンスを反映したものになっており、番組の顔とされるオライリーは歯に衣着せぬ発言で人気を集めている。局のモットーは「フェアー・アンド・バランスト」。
ゲストに質問をはぐらかすこと（スピン）を許さないと自称するこの番組は「ノー・スピン・ゾーン」という副題をつけている。またゲストの意見を全く聞かず、発言をさえぎりストレートな質問で論点をすり替える。しかし、彼自身の論点はぐらかしを指摘されると（9・11の被災家族であったJeremy Glickが登場した時など）、相手の反論を許さず、自分の意見を述べて強行的に番組を終了させたという批判を受けたこともある。オライリーの意見にはリベラルからの批判が多く、ゲストは保守系に偏りがちである。しかし、民主党ストラテジストのカースティン・パワーズをレギュラー ゲストに迎えている。ラッシュ・リンボーやアン・コールターなどの超保守主義者からは距離を保とうとしている。番組の最後に視聴者からの投稿メールを採り上げるが、過激な反対意見も採り上げる。
民主党陣営からは長年一部の保守派議員をのぞいてゲスト出演を敬遠されており、2008年の大統領選挙の民主党予備選の有力候補者バラック・オバマ上院議員とヒラリー・クリントン上院議員はいずれもゲスト出演を拒否していたが、2008年5月1日にクリントン議員がオライリーのインタビューに応じた。これより前にオバマ議員はFOXニュースのクリス・ウォレスのインタビューに応じており、また5月4日には民主党委員長のハワード・ディーンがやはりウォレスのインタビューに応じるなど、民主党陣営のFOXニュース出演が堰を切ったように続いている。オライリーはこの現象を民主党主流がムーブオンやデイリー・コスなどの左派から距離をおきはじめたのではないかと分析している。
なお、コメディアンのスティーヴン・コルベアによる偽ニュース番組である『コルベアー・リポー』はオライリーの番組スタイル（およびオライリー自身のキャラクター）を戯画化したものであり、キャラクターとしてのコルベアーはオライリーの番組に出演し「自分はオライリーにすべてを負っている」と語った。
2017年4月、ビル・オライリーがFOXニュースに復帰しないことに合意したと親会社の21世紀フォックスが発表。ジ・オライリー・ファクター』もそれに伴い終了となる。

## 政治的スタンス

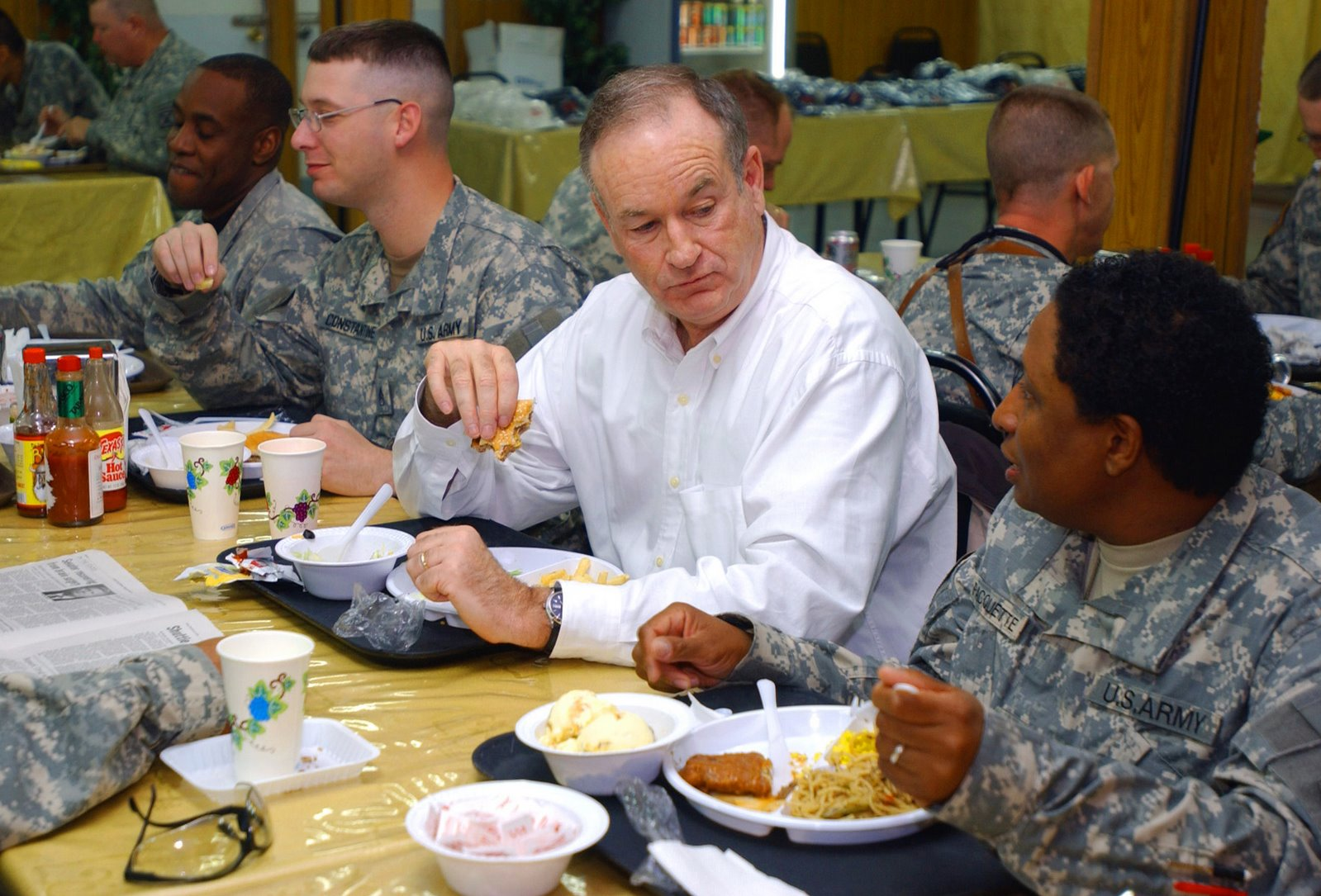
イラク駐留米軍を訪問したオライリー

アメリカの現在の外交政策「民主主義を世界に広げる政策」、「連邦税一律引き下げ政策」を支持し、「環境保護の重要さ」を訴えている。 国連の腐敗には批判的であり、不法移民の無制限な受け入れに反対している。同性愛カップルの正式「結婚」、安楽死、麻薬合法化に反対している。妊娠中絶はできるだけ減らすことが望ましいと主張する。また、スピリチュアリティーの重要さを訴え進化論のほかにインテリジェント・デザインを学校で教えることに賛成の立場をとっている。現在の政党登録はインディペンデント（無所属）と称している。
ビル・オライリーは、自分の拠って立つスタンスはアメリカ中産階級の「常識」「良識」であると主張している。法を遵守し、犯罪をにくみ、家族、子供、地域の人たちを大切にし、宗教を重んじるという立場である。また、盲目的に他人の意見に従うな、という警告として「クール・エイドを飲むな」という表現を使うこともある（これは、いわゆる「人民寺院事件」の結末であった集団服毒自殺を引用して、自殺の際に毒が混入されたクール・エイドが使用されたことから、盲目的に他人に従うという意味で英語圏で使われる「クール＝エイドを飲む」という表現があり（意訳として「毒入り」と頭に補われることもある）、それの禁止型である）。
死刑廃止論者であるが、その理由は死刑は囚人の苦しみが被害者とその家族にくらべて軽すぎるというのが理由である。終身刑にして僻地におくることを提案する。死刑の方が結局費用が掛かるという面からも、死刑をすべて無期懲役とするカリフォルニア州の2012年提案12に支持を表明していたこともある。またユタ州の住人で妻が5人子供が20人いる多重婚者をインタビューした際には、多重婚の道徳的な問題には触れず、「自分勝手に何人もの妻をもち子供を産ませ、その子供の扶養に州民の税金を使うとは何事か」との理由から、その男が州から子供の扶養補助を受けていることを激しく非難した。
2006年に出版された、Culture Warrior（仮訳 文化の戦士）では現在米国では、伝統派Traditional (T) と無宗教進歩派Secular-Progressive (S-P) の間で熾烈な戦いが繰り広げられていると主張している。Tとは米国の建国の理念を重んじる伝統的な立場の人々、S-Pとは無宗教で伝統に否定的、過激に進歩的な人々を言う。S-Pとして財界のジョージ・ソロス、政界のデニス・クセニッチ、ハリウッドのジョージ・クルーニー、学界のジョージ・レイコフ、団体としてアメリカ自由人権協会 (ACLU) などをあげている。ACLUが裁判費用に耐えられないような小さな市の紋章に入った十字架をはずすように裁判に訴える一方で、セントルイスとかサンフランシスコといった宗教的な都市名を変えよとは言わない、偽善的態度であると主張し攻撃している。
また、小児性犯罪者を厳しく罰するための「ジェシカの法律 (Jessica's Law)」（フロリダで性犯罪者により生き埋めにされて殺されたジェシカ・ランスフォードの事件に基づいて名付けられた法律）を各州が批准するように、運動をすすめている（2008年1月1日現在40州が批准、ハワイ州、アイダホ州、ワイオミング州、コロラド州、ユタ州、ニューメキシコ州、バーモント州、マサチューセッツ州、ニュージャージー州、ノースカロライナ州は、未批准である）。なお犯人のジョン・クーイは死刑が確定している。

## 批判
ピーター・ハート（Peter Hart。メディア監査NPO、Fairness and Accuracy in Reportingのアナリスト）は次のような意見を述べている。「オライリー・ファクターは、FOXニュースの何が悪いのかという全ての点を、完璧に例示する番組であろう。そこで取り上げる話題は、リベラルと民主党を苛立たせ、共和党を援助することを第一の目的として選択されている。ホストに同意しないゲストには敵意を見せ、そのホストは保守政治に加担し、事実を歪曲し、物事を誤って提示し、さらに場合によっては、情報を捏造している。」
また、オライリーが番組内のインタビューにおいて、別のメディア監査NPO、Media Matters for Americaを「中傷を商売とする (smear merchants)」「地球上で最も邪悪で、卑劣な人たち (the most vile, despicable human beings on the planet)」であると形容したが、このNPOはオライリーが指摘するようなジョージ・ソロスからの資金提供は受けていないと主張している。
オライリーとコメディアンのアル・フランケンとの確執はよく知られている。フランケンはその著書「嘘と嘘をつく嘘つきたち (Lies and the Lying Liars Who Tell Them)」の中でオライリーにまるまる一章を割いており、物議を醸したオライリーのふるまいや些細な事実誤認をしつこく指摘したため、オライリーはとあるシンポジウムの席上でフランケンに面と向かって「黙れ！ (Shut up!)」と罵声を浴びせた。なお、フランケンはこの本の副題にオライリーのショーのスローガンでもある「Fair and Balanced」という文句を使っていたため、FOXニュースから商標侵害のかどで訴えられるが、それが却ってこの本の売り上げを伸ばしたと言われている。オライリーはこの本について、『ザ・トゥナイト・ショー・ウィズ・ジェイ・レノ』に（フランケンが出た翌週に）出演し「自分は人をウソつきと呼んだことは一度もないのに、ウソつき呼ばわりされるのは心外だ」と語っている。この後もオライリーはちょくちょく番組内でフランケンを目の敵にしており、フランケンがミネソタ州から連邦上院議員に立候補したときは「このピンヘッド（能無し、pinhead）に議員が務まるわけがない、彼は情緒不安定だ (He has an emotional problem.)」とコメントした。

## 性格・キャラクター
オライリーは、自分自身を評して伝統主義者と言っている。
オライリーは多くの人から右翼あるいは狂信的な共和党支持者と思われているが、彼自身は「真ん中」と述べている。1994年から2000年までは共和党に選挙登録していたが、2000年からは、「無所属」に登録替えしている
（米国では有権者登録の際に共和党、民主党、無所属の中から登録先を選ぶことが義務づけられている。共和党登録だからといって共和党員ということではない。誰に投票するかは政党登録に束縛されない。政党登録は非公開にしても良い）。

## セクハラ疑惑
2004年10月13日、オライリーはFoxの元同僚プロデューサーがセクシャルハラスメントで提訴準備をしていることを知り、彼自身が彼女に対して財物強要罪を理由として先制裁判 (counter-sue) を起こした。訴訟が開始する以前に和解金を求めたことをプロデューサー側の弁護士は否定しなかったが、財物強要罪であるとの主張は否定した。オライリーは『ザ オライリー ファクター』の番組のなかでこの訴訟の存在と和解で決着したことを認める発言をしている。
2016年ドナルド・トランプのセクハラ疑惑を報じたニューヨークタイムズ紙のチームが、ビル・オライリーのセクハラの噂を調査。その結果、複数の女性へのセクハラの事実を掴んだが、彼はすでに被害女性たちに総額4500万ドル（約50億円）もの示談金を支払い事件を揉み消していた。被害者たちは複数の守秘義務契約を結ばされており、ニューヨークタイムズは彼女らから証言を取ることはできなかった。しかしFoxニュースでコメンテーターとして出演していた心理学者のウェンディ・ウォルシュだけは守秘義務契約を結んでいなかったため、彼女はオライリーとディナーした後ホテルのスイートルームに誘われたこと、それを丁重に断ると彼が態度を豹変させたこと、その後番組のプロデューサーから降板を告げられたことなどを証言。ニューヨークタイムズは2017年4月1日付の紙面において、彼女の赤裸々な証言を元に次の見出しで記事をスクープした。
```
  “ビル・オライリーはセクハラを重ねながら、Foxニュースに居座り続けている”
```

オライリーはこれを事実無根と否定したが、番組のスポンサーが次々に降りてしまったため3週間後に番組を降板せざるを得なくなった。

## 著書
- Those Who Trespass. Novel.
Bancroft Press, April 1998; reprint, Broadway Books, 2004年2月. 288 pages. ISBN 0-9631246-8-4.
- The O'Reilly Factor: The Good, the Bad, and the Completely Ridiculous in American Life. Non-fiction.
Broadway Books, 2000年9月; reprint, Broadway Books, March 2002. 224 pages. ISBN 0-7679-0528-8.
- The No Spin Zone. Non-fiction.
Broadway Books, October 2001; reprint, Broadway Books, 2003年3月. 208 pages. ISBN 0-7679-0848-1.
- Who's Looking Out For You?. Non-fiction.
Broadway Books, September 2003; reprint, Broadway Books, 2004年9月. 224 pages. ISBN 0-7679-1379-5.
- The O'Reilly Factor For Kids: A Survival Guide for America's Families. Non-fiction.
HarperEntertainment, September 2004; reprint, Harper Paperbacks, 2005年9月. 208 pages. ISBN 0-06-054424-4.
Co-authored with Charles Flowers.
- Culture Warrior（仮訳：文化の戦士）. Non-fiction.
Broadway Books, 2006年9月. 240 pages. ISBN 0-7679-2092-9.
- Kids Are Americans Too. Non-fiction.
William Morrow, 2007年10月16日. 160 pages. ISBN 0-06-084676-3.
- A Bold Fresh Piece of Humanity: A Memoir. Non-fiction. 2008年9月23日.
- Pinheads and Patriots: Where You Stand in the Age of Obama. William Morrow. 2010年10月5日. ISBN 0061950718.
- Killing the Rising Sun: How America Vanquished World War II Japan. Henry Holt. 2016年9月13日.[14]

## 映画出演
- 『トランスフォーマー/ダークサイド・ムーン』（2011年、マイケル・ベイ監督）：本人役

## テレビドラマ出演
- 『リゾーリ&アイルズ ヒロインたちの捜査線』（2011年、第2シーズン 第11話「証人」）：本人役